# Apocephalus altus
Apocephalus altus är en tvåvingeart som beskrevs av Brown 2002. Apocephalus altus ingår i släktet Apocephalus och familjen puckelflugor. Inga underarter finns listade i Catalogue of Life.